# Regering-Jaspar III
De regering-Jaspar III (4 december 1929 - 6 juni 1931) was een Belgische regering. Het was een coalitie tussen de Katholieke Unie (78 zetels) en de Liberale Partij (23 zetels). De regering volgde de regering-Jaspar II op en werd opgevolgd door de regering-Renkin I.

## Samenstelling
De regering telde aanvankelijk 12 ministers: 7 ministers voor de Katholieke Unie en 5 voor de Liberale Partij. 
| Ambtsbekleder                                  | Ambtsbekleder                       | Ambtsbekleder                      | Functie                                                  | Termijn                            | Partij                        |
| ---------------------------------------------- | ----------------------------------- | ---------------------------------- | -------------------------------------------------------- | ---------------------------------- | ----------------------------- |
|                                                |                                     | Henri Jaspar (1870-1939)           | Eerste Minister                                          | 4 december 1929 - 6 juni 1931      | Katholieke Unie               |
| Minister ad interim Koloniën                   | 26 december 1929 - 27 februari 1930 | Henri Jaspar (1870-1939)           |                                                          |                                    | Katholieke Unie               |
| Minister Koloniën                              | 27 februari 1930 - 18 mei 1931      | Henri Jaspar (1870-1939)           |                                                          |                                    | Katholieke Unie               |
| Minister Binnenlandse Zaken en Volksgezondheid | 18 mei 1931 - 6 juni 1931           | Henri Jaspar (1870-1939)           |                                                          |                                    | Katholieke Unie               |
|                                                |                                     | Paul Hymans (1865-1941)            | Minister Buitenlandse Zaken                              | 4 december 1929 - 6 juni 1931      | Liberale Partij               |
|                                                |                                     | Paul-Emile Janson (1872-1944)      | Minister Justitie                                        | 4 december 1929 - 6 juni 1931      | Liberale Partij               |
|                                                |                                     | Henri Baels (1878-1951)            | Minister Binnenlandse Zaken en Volksgezondheid           | 4 december 1929 - 18 mei 1931      | Katholieke Unie               |
| Minister Landbouw                              | 4 december 1929 - 6 juni 1931       | Henri Baels (1878-1951)            |                                                          |                                    | Katholieke Unie               |
|                                                |                                     | Maurice Vauthier (1860-1931)       | Minister Wetenschappen en Kunsten                        | 4 december 1929 - 18 mei 1931      | Liberale Partij               |
|                                                |                                     | Robert Petitjean (1887-1951)       | Minister Wetenschappen en Kunsten                        | 18 mei 1931 - 6 juni 1931          | Liberale Partij               |
|                                                |                                     | Maurice Houtart (1866-1939)        | Minister Financiën                                       | 4 december 1929 - 6 juni 1931      | Katholieke Unie               |
|                                                |                                     | Jules Van Caenegem (1880-1942)     | Minister Openbare Werken                                 | 4 december 1929 - 6 juni 1931      | Katholieke Unie               |
|                                                |                                     | Hendrik Heyman (1879-1958)         | Minister Nijverheid, Arbeid en Maatschappelijke Voorzorg | 4 december 1929 - 6 juni 1931      | Katholieke Unie               |
|                                                |                                     | Maurice August Lippens (1875-1956) | Minister Verkeerswezen                                   | 4 december 1929 - 6 juni 1931      | Liberale Partij               |
|                                                |                                     | Pierre Forthomme (1877-1959)       | Minister Posterijen, Telegrafie en Telefonie             | 4 december 1929 - 20 mei 1931      | Liberale Partij               |
|                                                |                                     | François Bovesse (1890-1944)       | Minister Posterijen, Telegrafie en Telefonie             | 20 mei 1931 - 6 juni 1931          | Liberale Partij               |
|                                                |                                     | Charles de Broqueville (1860-1940) | Minister Landsverdediging                                | 4 december 1929 - 6 juni 1931      | Katholieke Unie               |
|                                                |                                     | Paul Tschoffen (1878-1961)         | Minister Koloniën                                        | 4 december 1929 - 26 december 1929 | Katholieke Unie               |
|                                                |                                     | Paul Charles (1885-1954)           | Minister Koloniën                                        | 18 mei 1931 - 6 juni 1931          | extraparlementair (katholiek) |

### Herschikkingen
- Op 26 december 1929 neemt Paul Tschoffen (Katholieke Unie) ontslag als minister van Koloniën. Hij wordt tijdelijk, en nadien permanent opgevolgd door minister Henri Baels (Katholieke Unie.
- Op 18 mei 1931 doet premier Henri Jaspar (Katholieke Unie) afstand van de bevoegdheid Binnenlandse Zaken en Volksgezondheid. Die taken worden overgenomen door minister Henri Baels. Hij staat op zijn beurt de bevoegdheid Koloniën af aan een nieuwe minister Paul Charles (Katholieke Partij). Daarnaast neemt Maurice Vauthier (Liberale Partij) ontslag als minister van Wetenschappen en Kunsten. Hij wordt opgevolgd door Robert Petitjean (Liberale Partij).
- Op 20 mei 1931 neemt Pierre Forthomme (Liberale Partij) ontslag als minister van Posterijen, Telegrafie en Telefonie en wordt opgevolgd door een nieuwe minister François Bovesse] (Liberale Partij).